# Fidei
Die Fidei bezeichnet das Gebiet um die Orte Zemmer, Schleidweiler, Rodt und Orenhofen in Rheinland-Pfalz.

## Herkunft

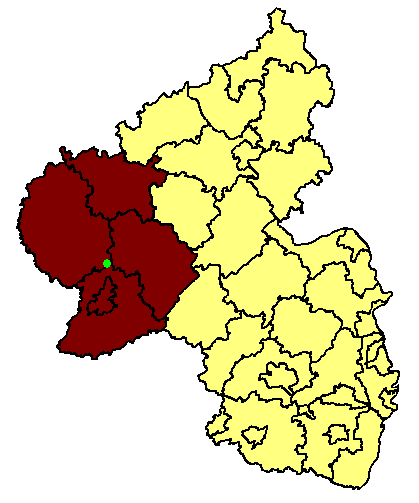
Lage der Fidei

Karl E. Becker führt die Bezeichnung auf den Begriff des Familienfideikommisses zurück. 1834 richtete Graf Edmund von Kesselstatt auf der Gemarkung der Gemeinden einen solchen ein. Becker zufolge wurde die Bezeichnung Fidei als Abkürzung verwendet. Einer anderen Erklärung zufolge bildete sich der Begriff aus dem Wort Vogtei – die Gemarkungen gehörten als Vogtei zum Kloster Oeren in Trier.

## Regionale Bedeutung
Obwohl die Fidei auf dem Gebiet von zwei Landkreisen bzw. Verbandsgemeinden liegt, hat der Begriff sich bis heute erhalten. Er verbindet über die Verwaltungsgrenzen hinweg. So tragen etwa Vereine (z. B. SG Fidei 2015 e.V. oder "Pferdefreunde Fidei") oder öffentliche Gebäude (z. B. Fidei-Halle Zemmer) den Namen. Die Fidei spielt im Lokalpatriotismus nach wie vor eine gewisse Rolle. Dies zeigte sich beispielsweise bei der gemeindlichen Umorganisation in Rheinland-Pfalz. Ab 1968 gab es immer wieder Bestrebungen, die einzelnen Orte als Verwaltungseinheit auf Basis der Fidei zusammenzuführen.